# Zonder titel (Kees Bierman)
In en aan de Dostojevskisingel in Amsterdam-Zuidoost ligt een driedelig titelloos artistiek en ook enigszins bouwkundig kunstwerk.
Het zijn drie deels vergane schepen ontworpen door kunstenaar Kees Bierman (1936). Het werd in 1988 opgebouwd. In de singel als gracht drijft of staat een houten schip dat steeds meer overwoekerd wordt door de plaatselijke flora. Het in oorsprong nog herkenbare schip heeft in 2022 een uiterlijk van een eilandje in het water; alleen het houten beschot laat nog iets van een schip zien. In de oevers zijn twee bakstenen restanten van schepen te zien, als zijnde aan de oppervlakte gekomen na drooglegging van de Bijlmermeer. De drie schepen verwijzen naar de bootjes die hier hebben moeten gevaren toen de Bijlmermeer nog een groot meer was.
Bierman maakte in die tijd kunstwerken die de bedoeling hadden langzaam in de natuur op te gaan. Ze moeten de gevolgen laten zien van menselijk ingrijpen in de natuur. De Dostojevskisingel is duidelijk gegraven; ze is kaarsrecht met keurig ingerichte oevers. De drie schepen daarentegen liggen verspreid en “slordig” in het landschap. Voor de rest moet volgens de kunstenaar de natuur de tijd krijgen de beelden te absorberen, terwijl hij ook weet, dat de mens de natuur haar gang niet laat gaan; zijn drie schepen zijn daar juist een voorbeeld van dat ingrijpen.

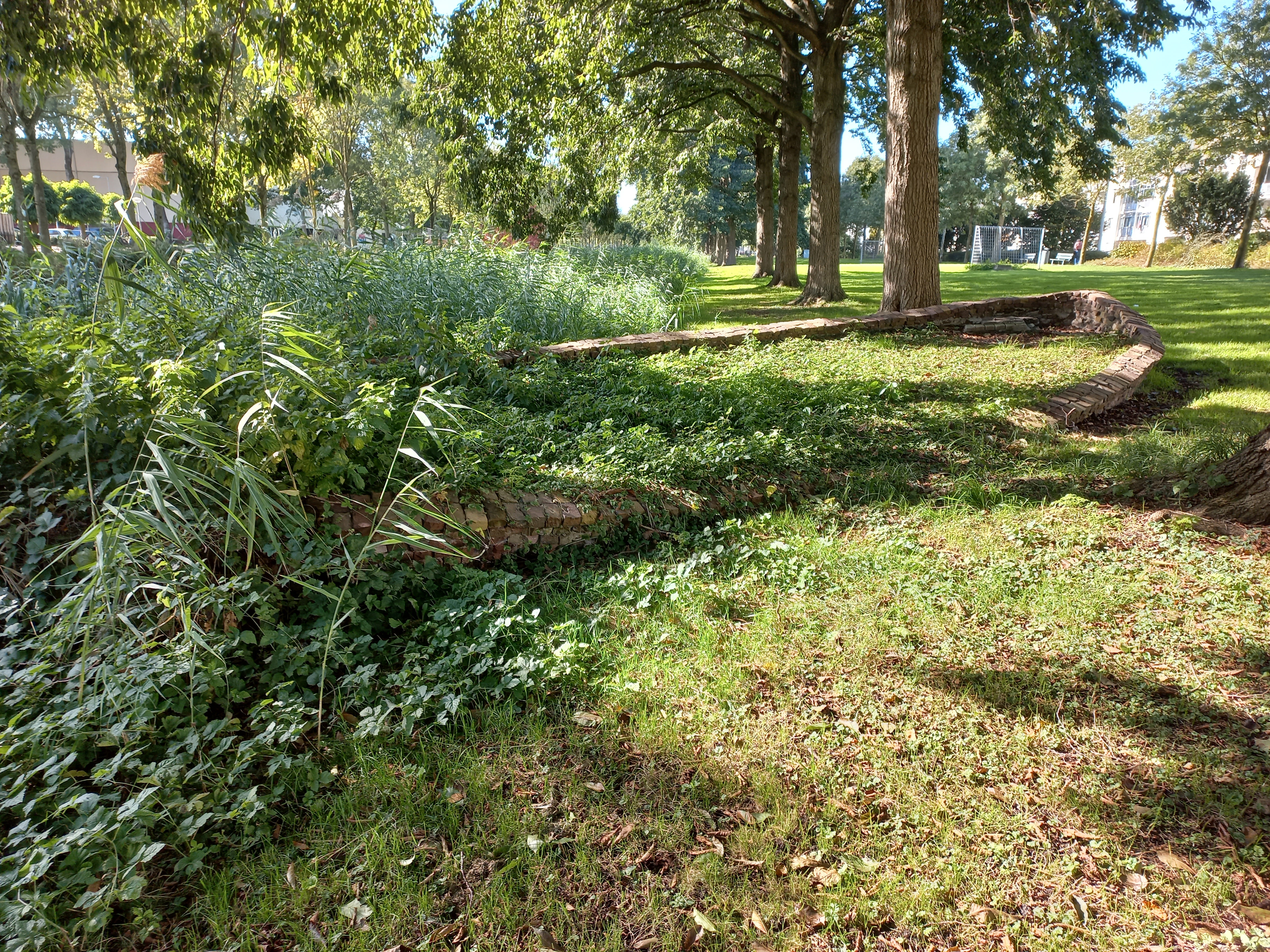
Baksteen schip op de noordoever (oktober 2022)

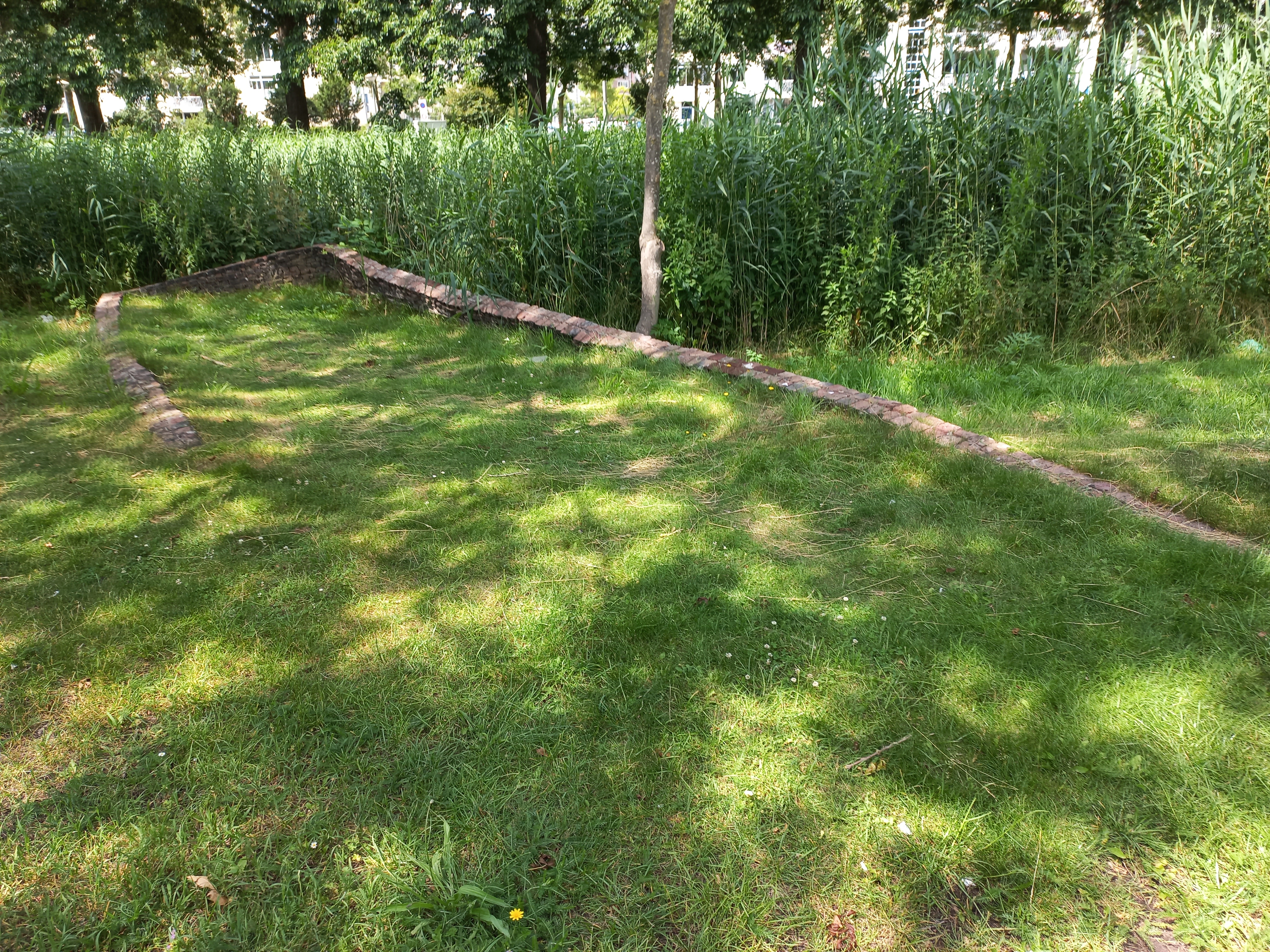
Baksteen schip op zuidoever (juni 2022)